# Cais do Calhau

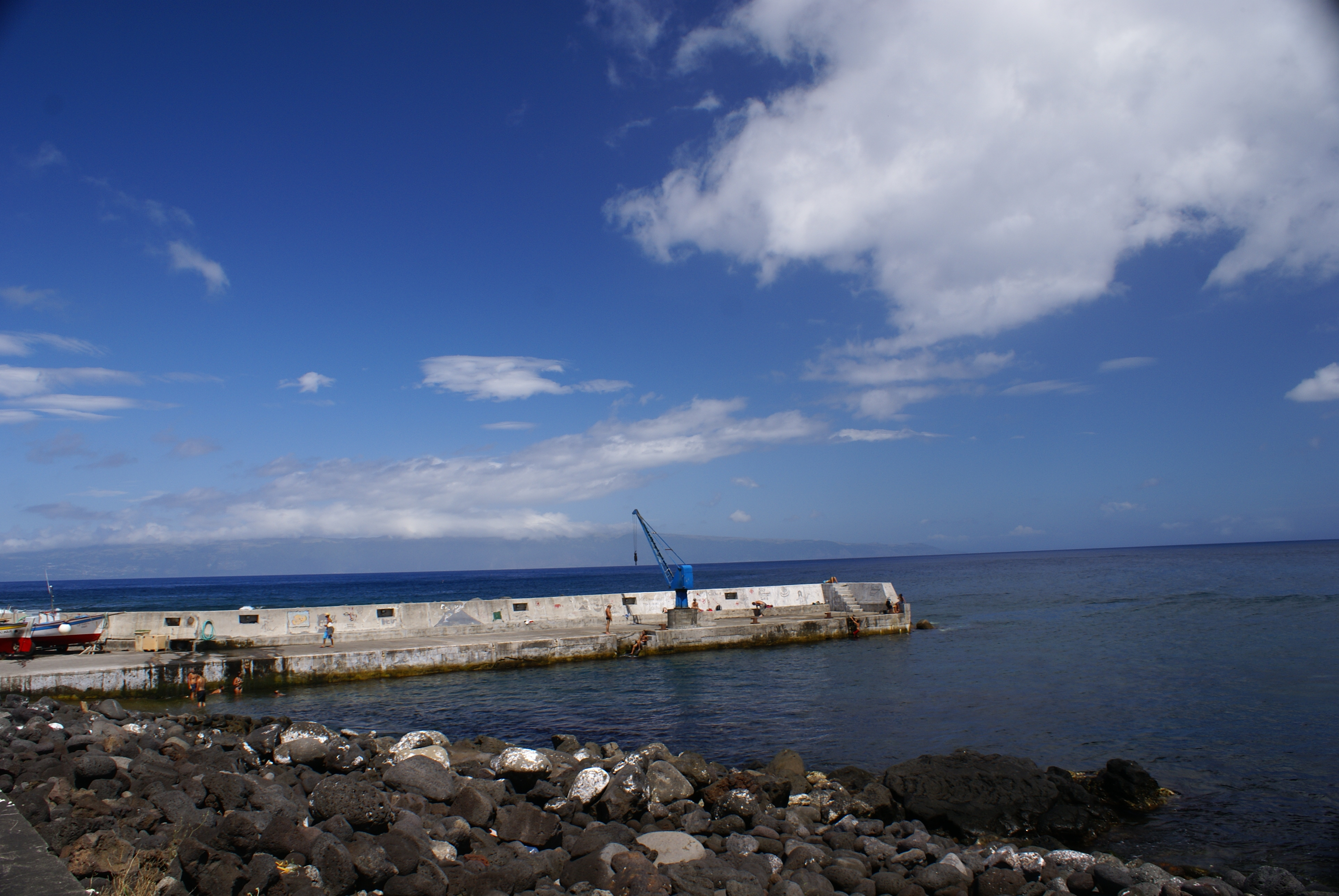
Porto Piscatório do Calhau.

O Cais do Calhau é uma instalação portuária portuguesa, localizada ao lugar do Calhau, freguesia da Piedade, concelho das Lajes do Pico, ilha do Pico, arquipélago dos Açores.
Esta instalação portuária é principalmente utilizada para fins piscatórios e de recreio.